# Lewisit
Lewisit eller 2-klorvinyl-diklorarsin är en organisk arsin med formeln C2H2ClAsCl2.

## Historia
Lewisit är uppkallat efter den amerikanske kemisten Winford Lee Lewis som först producerade ämnet på Catholic University of America 1918. Ämnet utvecklades till ett kemiskt stridsmedel vid Nela Park under täcknamnet ny G-34.
Ämnet användes aldrig under första världskriget, men amerikanska armén tillverkade runt 20 000 ton lewisit som hölls i lager fram till 1950-talet. Största delen av lagret neutraliserades med hypoklorit och dumpades i Mexikanska golfen.

## Egenskaper
Lewisit verkar hud- och vävnadsskadande samt är, till följd av sitt arsenikinnehåll, allmängiftigt. Det tränger lätt igenom kläder och till och med gummi. Vid kontakt med hud orsakar den omedelbart smärta och klåda. Efter cirka 12 timmar uppstår stora, vätskefyllda blåsor liknande de som orsakas av senapsgas. Vid kontakt med vatten bildas saltsyra.

## Framställning
Lewisit framställs av arseniktriklorid (AsCl3) och acetylen (C2H2).
{\displaystyle {\rm {AsCl_{3}+C_{2}H_{2}\rightarrow C_{2}H_{2}ClAsCl_{2}}}}

## Användning
Lewisit är tänkt att användas som stridsgas, antingen som den är eller som tillsats till senapsgas för att hindra den från att frysa.

## Struktur
På grund av hur lewisit tillverkas bildas tre olika varianter; Lewisit I, Lewisit II och Lewisit III. Dessa brukar inte separeras, utan förekommer som blandning.
|           |            |             |
| Lewisit I | Lewisit II | Lewisit III |